# Arhiducesa Maria Ioana Gabriela a Austriei
Maria Ioana Gabriela (Maria Johanna Gabriela Josepha Antonia; 4 februarie 1750 - 23 decembrie 1762) a fost al unsprezecelea copil al împăratului Francisc I și a împărătesei Maria Tereza a Austriei. A murit de variolă.

## Biografie

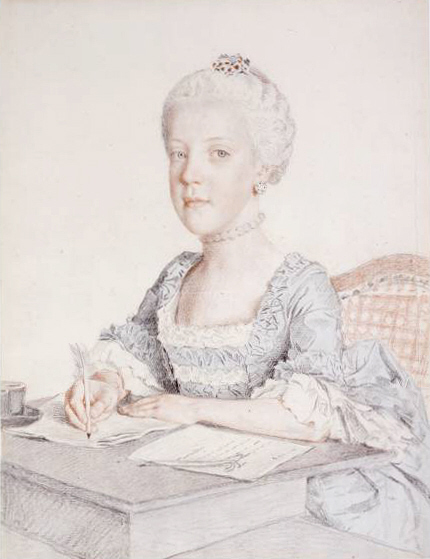
Maria Ioana Gabriela de Jean-Etienne Liotard, 1762

Arhiducesa Maria Johanna Gabriela Josepha Antonia, s-a născut la Viena, la Palatul Hofburg, la 4 februarie 1750 ca al unsprezecelea copil și a noua fiică a împăratului Francisc I și a împărătesei Maria Tereza a Austriei.
La vârsta de cinci ani Johanna a primit propria ei suită de camere în palatul imperial și câțiva profesori în plus. Ea a avut o relație bună cu frații ei. A fost în special apropiată de sora ei Maria Josepha mai mică decât ea cu un an. Cele două au fost educate împreună. Fetele s-au bucurat de o educație variată, care a fost monitorizată îndeaproape de către părinții lor. Din cauza morții ei premature, educație Johannei a acoperit doar o fază dintre cele două pe care împărăteasa Maria Tereza le-a creat pentru copiii ei: ea a studiat cititul, scrisul, limba latină, limbi străine, istorie, geografie, topografia terenurilor, arhitectura militară, matematica, muzica, dans și gimnastică, precum și religie, de la vârsta de trei ani.